# Tóth Csaba (politikus)
Tóth Csaba János (Zalaegerszeg, 1960. április 22.–) magyar politikus, gépészmérnök, MSZP-s országgyűlési képviselő 2010-től 2022-ig.

## Pályafutása
A miskolci Nehézipari Műszaki Egyetemen végzett gépészmérnökként 1983-ban, majd 1986-ban az Agrártudományi Egyetemen szerzett műszaki kereskedelmi szakmérnöki másoddiplomát. Tóth politikai pályafutása 2000 körül kezdődött az MSZP soproni szervezetében. 2007 óta az MSZP Zuglói szervezetének elnöke. Az MSZP Budapesti Területi Szövetségének alelnöke, az országos elnökség tagja.
Tóth a 2010-es választáson indult először képviselőjelöltként, még abban az évben a budapesti listáról bekerült az Országgyűlésbe. A 2014-es választáson az ellenzéki Összefogás közös jelöltjeként szerzett egyéniben mandátumot. 2018-ban a baloldal második legjobb eredményével győzött és újra Zugló egyéni országgyűlési képviselője lett. Az MSZP parlamenti frakcióvezető helyettese. Az Országgyűlés Gazdasági Bizottságának alelnöke.
A 2021-es magyarországi ellenzéki előválasztáson ismét Budapesti 8. sz. országgyűlési egyéni választókerületben indult.
2021. szeptember 25-én a Párbeszéd Magyarországért, a Demokratikus Koalíció és a Jobbik Magyarországért Mozgalom visszalépett Tóth Csaba támogatásától az előválasztáson. 2021. szeptember 27-én egy sajtótájékoztatón bejelentette visszalépését a választásoktól.

## Magánélete
Nős, egy gyermek édesapja.